# Giuseppe Giovanni Battista Guarneri
Giuseppe Giovanni Battista Guarneri, även känd som filius Andreae, född 25 november 1666 i Cremona, död omkring 1740 i Cremona, var en italiensk fiolbyggare från Cremona och medlem av den kända fiolbyggarsläkten Guarneri. Han lärde sig förmodligen hantverket av sin far, Andrea Guarneri, men hans instrument liknar mer de byggda av sin kusin, Giuseppe Guarneri (del Gesù). Giuseppe Giovanni Battista Guarneri fick sex barn varav endast sonen Pietro Guarneri övertog fiolbyggaryrket.